# Le cinque signore Buchanan
Le cinque signore Buchanan (The 5 Mrs. Buchanans) è una serie televisiva statunitense in 17 episodi trasmessi per la prima volta nel corso di una sola stagione dal 1994 al 1995.
È una sitcom ambientata nella città fittizia di Mercy, Indiana, e incentrata sulle vicende di quattro cognate, (Alexandria, Delilah, Vivian e Bree) tutte sposate con un Buchanan, che hanno in comune il rapporto non idilliaco con la sarcastica suocera Emma.

## Personaggi e interpreti
- Alexandria 'Alex' Buchanan (17 episodi, 1994-1995), interpretata da Judith Ivey.
- Delilah Buchanan (17 episodi, 1994-1995), interpretata da Beth Broderick.
- Vivian Buchanan (17 episodi, 1994-1995), interpretata da Harriet Sansom Harris.
- Bree Buchanan (17 episodi, 1994-1995), interpretata da Charlotte Ross.
- Madre Emma Buchanan (17 episodi, 1994-1995), interpretata da Eileen Heckart.
- Jesse Buchanan (4 episodi, 1994-1995), interpretato da Tommy Hinkley.
- Ed Buchanan (3 episodi, 1994-1995), interpretato da Richard Poe.
- Roy Buchanan (2 episodi, 1995), interpretato da John Getz.

## Produzione
La serie, ideata da Marc Cherry e Jamie Wooten, fu prodotta da 20th Century Fox Television e A Wooten & Cherry Production. Le musiche furono composte da Steven Cahill.

### Registi
Tra i registi sono accreditati:
- Linda Day in 9 episodi (1994-1995)
- David Trainer in 4 episodi (1994-1995)
- John Sgueglia in 3 episodi (1994-1995)

### Sceneggiatori
Tra gli sceneggiatori sono accreditati:
- Marc Cherry in 17 episodi (1994-1995)
- Jamie Wooten in 17 episodi (1994-1995)
- Tracy Gamble in 4 episodi (1994-1995)
- Richard Vaczy in 4 episodi (1994-1995)
- Nancylee Myatt in 3 episodi (1994-1995)
- Joey Murphy in 3 episodi (1994)
- John Pardee in 3 episodi (1994)
- David Flebotte in 2 episodi (1994-1995)

## Distribuzione
La serie fu trasmessa negli Stati Uniti dal 24 settembre 1994 al 25 marzo 1995 sulla rete televisiva CBS. In Italia è stata trasmessa con il titolo Le cinque signore Buchanan.

## Episodi
| Stagione       | Episodi | Prima TV USA |
| -------------- | ------- | ------------ |
| Prima stagione | 17      | 1994-1995    |